# Oultrejordain
Oultrejourdain (česky Zajordánsko nebo Transjordánsko) je archaický frankofónní název pro území na východ od řeky Jordán. Nachází se jihovýchodně přes Negevskou poušť až k Akabskému zálivu. Na severu a východě nejsou, až na Mrtvé moře, žádné přirozené hranice. Na východě vedlo množství karavanních tras, kudy zboží putovalo z Egypta a Arábie do Sýrie a muslimští poutníci do Mekky. Jméno pochází z dob, kdy se franští křižáci zmocnili Palestiny a založili Jeruzalémské království, nedlouho poté se král Balduin I. zmocnil i Zajordánska, kde nechal vybudovat hrady Krak de Montréal, Krak de Moab v Keraku a zřídit vazalské Zajordánské panství (francouzsky Seigneurie d'Outre-Jourdain), tedy Oultrejourdain. Křižáci také ovládali oblast kolem Petry, kde zřídili arcibiskupství podřízení latinskému patriarchátu v Jeruzalémě. Nejznámější část dějin křižáckého panství je ta, kdy ho ovládal nechvalně proslulý Renaud de Châtillon. Roku 1187 panství dobyl sultán Saladin, který Renauda popravil po bitvě u Hattínu.

## Starověk a středověk
Ve starověku se toto území nazývalo Edom a Moáb. V dobách před první křížovou výpravou oblast Zajordánska ovládal Fátimovský chalífát s centrem v Egyptě, avšak egyptská přítomnost zde byla spíše symbolická, pokud nějaká.
Místní nomádské kmeny se snažily rychle uzavřít s Evropany mír a držet s nimi dobré vztahy. I za křižáků bylo v této oblasti velmi málo křesťanské populace. Oblast byla osídlena hlavně ší'itskými beduínskými kmeny, které se živily chovem velbloudů. Mnoho syrských jakobitů z oblasti na pozvání jeruzalémských králů odešlo z oblasti do Jeruzaléma, kde znovu osídlili vyvražděné židovské čtvrti. Ostatní křesťané, kteří žili v oblasti, vedli kočovný nebo polokočovný způsob života a západní křižáci jim příliš nedůvěřovali.

## Seznam zajordánskách pánů a baronů
- Romain du Puy (1118–1126)
- Payen le Bouteiller (1126–1147)
- Maurice de Montréal (1147–1161)
- Philippe de Milly (1161–1168)
- Étiennette de Milly (1168–1188)
  - Homfroi III. z Toronu (1168-1173), první manžel Étiennette
  - Miles de Plancy (1173–1174), druhý manžel Étiennette
  - Renaud de Châtillon (1176–1187; antiochijský kníže 1153–1163), třetí manžel
- Homfroi IV. z Toronu (1187–1197)
- Alice Arménská (zřejmě 1197–1199)

znaky dynastií pánů Zajordánska:
Du Puy
Milly
Châtillon
Saint-Omer (páni z Toronu)